# Alexander King
Pour les articles homonymes, voir King.
Alexander King, né le 26 janvier 1909 à Glasgow et mort le 28 février 2007 à Londres, est un scientifique chimiste britannique. En 1968, il est l'un des fondateurs du Club de Rome avec Aurelio Peccei.

## Biographie
King travaille dans les administrations britanniques en tant que scientifique ; il réfléchit notamment à des armes explosives contre les Allemands pendant la Seconde Guerre mondiale. Puis en 1960, il rejoint l'OCDE et dirige la section éducation et science. En 1968, il contribue à la fondation du Club de Rome avec Aurelio Peccei, auquel il succède comme président en 1984. Il demeure membre honoraire de cette organisation après son départ de la présidence en 1991.